# Stade Amadou-Gon-Coulibaly
Le stade Amadou-Gon-Coulibaly est un stade de football situé à Korhogo, au nord de la Côte d'Ivoire. Ce stade  est construit dans le cadre de l'organisation de la Coupe d'Afrique des nations de football 2023 en Côte d'Ivoire et a été nommé en hommage à Amadou Gon Coulibaly, Premier ministre de la Côte d'Ivoire de 2017 à sa mort en 2020.

## Description
Le stade a une capacité de 20 000 places, une superficie de 20,17 hectares et fait partie d'un ensemble d'infrastructures sportives composés d’un stade de football respectant les normes de la Confédération africaine de football (CAF), de quatre terrains d’entraînement, d’une cité CAN de 32 villas et d’un hôtel 3 étoiles de 50 chambres.
Le groupement China civil enchineering construction corporation est responsable de la construction du chef d’œuvre.

## Histoire
Le lancement des travaux de construction du stade Amadou Gon Coulibaly a eu lieu le 18 mai 2019 à Korhogo, en présence du ministre de la Fonction Publique, Issa Coulibaly, représentant le Premier Ministre, Amadou Gon Coulibaly.
Après plusieurs années, les travaux se terminent en septembre 2023 et le stade est inauguré le samedi 4 novembre 2023 en présence des autorités de Côte d'Ivoire notamment le Premier Ministre, ministre des sports,Robert Beugré Mambé, le Ministre délégué, chargé des sports et du cadre de vie, Adjé Silas Metch ainsi que  le président de la Fédération ivoirienne de football (FIF) Yacine Idriss  Diallo.

## Coupe d'Afrique des Nations 2023
Le stade Amadou Gon Coulibaly accueille principalement les équipes du groupe E lors de la Coupe d'Afrique des Nations 2023.
Les matchs suivants se jouent au stade Amadou Gon Coulibaly.
| Date            | Heure | Équipe 1       | Résultat | Équipe 2       | Tour                | Spectateurs |
| --------------- | ----- | -------------- | -------- | -------------- | ------------------- | ----------- |
| 16 janvier 2024 | 17H00 | Tunisie        | 0-1      | Namibie        | Groupe E            | 13 991      |
| 16 janvier 2024 | 17H00 | Mali           | 2-0      | Afrique du Sud | Groupe E            | 16 894      |
| 20 janvier 2024 | 20H00 | Tunisie        | 1-1      | Mali           | Groupe E            | 18 130      |
| 21 janvier 2024 | 20H00 | Afrique du Sud | 4-0      | Namibie        | Groupe E            | 9 304       |
| 24 janvier 2024 | 17H00 | Afrique du Sud | 0-0      | Tunisie        | Groupe E            | 15 231      |
| 24 janvier 2024 | 20H00 | Tanzanie       | 0-0      | RD Congo       | Groupe F            | 12 847      |
| 30 janvier 2024 | 17H00 | Mali           | 2-1      | Burkina Faso   | Huitièmes de finale | 19 184      |

## Autres Compétitions
- L'enceinte accueille la phase finale de la Ligue des champions féminine de la CAF 2023[12].
- CO Korhogo (Ligue1 Ivoirienne) affronte de Tologo FC (Ligue 2 Ivoirienne), le lundi 2 octobre 2023[13].